# Chẩm chéo

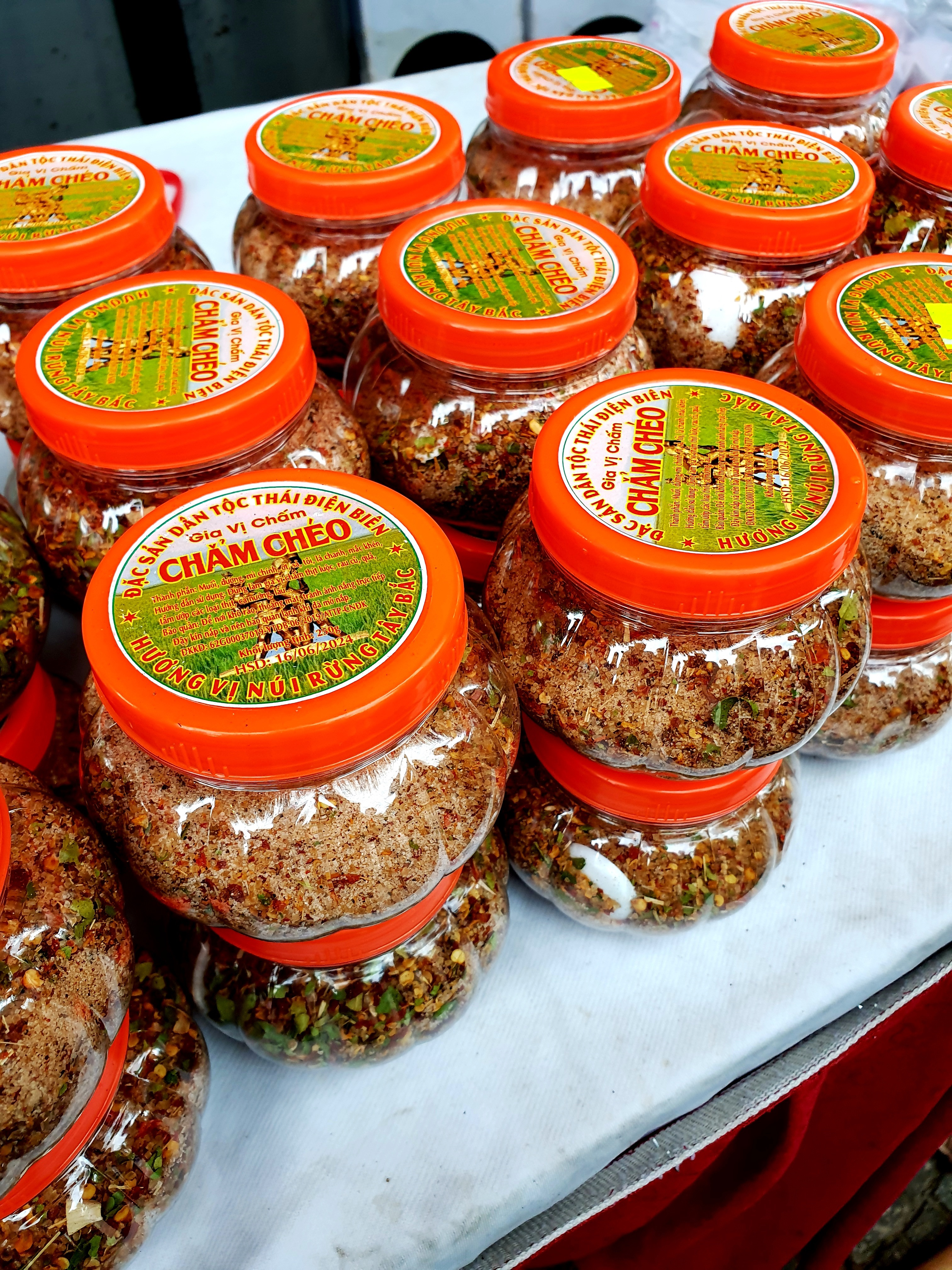
Chẩm chéo tại Lễ hội ẩm thực Cửa Việt năm 2023

Chẩm chéo hay chẳm chéo (tiếng Thái: จิ้มแจ่ว, jim jaew; hay gọi tắt trong tiếng Lào: ແຈ່ວ, chéo) là gia vị cổ truyền của dân tộc Thái vùng Điện Biên, Tây Bắc, Lào và Đông Bắc Thái Lan. Chẩm chéo dùng chấm xôi, các món luộc, đồ nướng và các món rau sống. Nguyên liệu chính của món chấm này bao gồm cá cơm, muối, hạt dổi, tỏi, mắc khén, hạt dẻ, húng lủi, rau thơm, ớt bột, sả. Về cơ bản, làm chẩm chéo cần ớt khô và hạt dẻ. Ớt đem nướng lên cho thơm và giòn cùng với tỏi và mắc khén để lấy vị thơm, tất cả giã chung với muối và mì chính là đầu bếp sẽ có một bát chéo cơ bản. Đây là món chấm đặc trưng nhất và là món không thể thiếu trong mâm cơm ăn của dân tộc Thái ở Việt Nam cũng như Lào và Thái Lan. Chẩm chéo được sử dụng trong những bữa ăn hằng ngày hoặc đãi khách miền xuôi. Ngoài việc chấm thịt, chấm rau, người Thái và người Lào còn dùng chẳm chéo để ăn chua như khi ăn quả mận hậu, bắp cải cuốn nhót,...

## Từ nguyên
Trong tiếng Thái, "Chẳm" (จิ้ม) có nghĩa là món chấm, "chéo" (แจ่ว) là mùi thơm của nhiều loại rau kết hợp lại. Tên gọi của món ăn cũng miêu tả những nguyên liệu làm chẩm chéo.
Chẩm chéo tại cửa hàng Lam Sơn Food

## Một số biến thể
- Chéo pà (chéo cá) (tiếng Thái: แจ่ววปา Jaew Pah): cá suối nhỏ nướng vàng, giã nhuyễn với chéo cơ bản dùng chấm măng tre, măng vầu và rau luộc.
- Chéo tắp cáy (tiếng Thái: แจ่วตับไก่ Jaew Tap Kai) (chéo gan gà): Luộc chín gan gà hoặc gan vịt rồi nướng cho thơm, thêm lá chanh thái nhuyễn rồi giã với chéo cơ bản. Thêm một chút nước luộc gà, vịt, đánh lên cho nhuyễn.
- Chéo nặm xổm (tiếng Thái: แจ่วน้ำซ่อม) (chéo nước chua): Bột vừng trắng hay thính gạo rang vàng, cá nướng giã nhỏ mịn trộn với chéo cơ bản rồi thêm chút nước măng chua vừa đủ độ, dùng chấm rau cải non. Biến thể này kị với mắc khén.
- Chéo pịa: Theo tiếng Thái thì "pịa" nghĩa là cái chất sền sệt bên trong ruột non con non trâu, bò hoặc động vật bốn chân ăn cỏ[3]. Đem pịa chưng lên với miếng thịt trâu nhỏ để tạo thêm mùi vị riêng có rồi trộn với chéo cơ bản, thêm chút lá chanh. Chéo pịa dùng chấm thịt trâu luộc, hấp hoặc nướng.
- Chéo mắc có (tiếng Thái: แจ่วมะกอก, Jaew Mak-ok): chéo cóc Thái có vị chua chát. Lấy một phần thịt của quả cóc giã chung với chéo cơ bản (không có mắc khén). Chéo này dùng chấm rau má. Biến thể của nó sử dụng me, gọi là chéo mắc kham (แจ่วมะขาม).
- Chéo non đíp (tiếng Thái: แจ่ว หนอนดิบ): Non đíp là loại ớt chỉ thiên tươi, dùng để chấm fak nhả hút  (tiếng Thái: ผากยาหูด, cỏ mần trầu). Giã Non đíp (không nướng) với muối, tỏi, mì chính.
- Chéo sắc chay (tiếng Thái: แจ่ว สากใจ: Thái củ sả rồi giã nhuyễn, thêm ít lá chanh rồi trộn với chéo cơ bản, chắt thêm chút nước, dùng chấm lá sắn non, lá vả đồ.
- Chéo hòm pẻn (Thai: แจ่วหม เป็น): Rau mùi giã nhỏ rồi trộn với chéo cơ bản, dùng để chấm rau cải đồ và thịt lợn ba chỉ luộc.
- Chéo khá (Thai: แจ่วฅะ): Thái lát mỏng rồi giã nhỏ riềng, thêm chút lá chanh rồi trộn với chéo cơ bản. Chéo khá dùng chấm măng đắng.
- Chéo thúa nâu (Thai: แจ่วเอือดด้าน Jaew Thua Naw): (chéo đậu tương lên men): Hạt đỗ đem ngâm, rửa sạch rồi luộc mềm, đãi vỏ, để ráo để lên men bằng cách gói lá để lên gác bếp. Khi có mùi đặc trưng thì giã với muối, ớt rồi nặn thành bánh đem phơi trên cái nia lót lá cà cho khô. Lúc ăn, đem nướng trên than cho vàng thơm rồi giã nhuyễn với chéo cơ bản. Chéo thúa nâu có mùi đặc trưng dùng chấm thịt gà, thịt lợn sữa hoặc măng.

## Hình ảnh

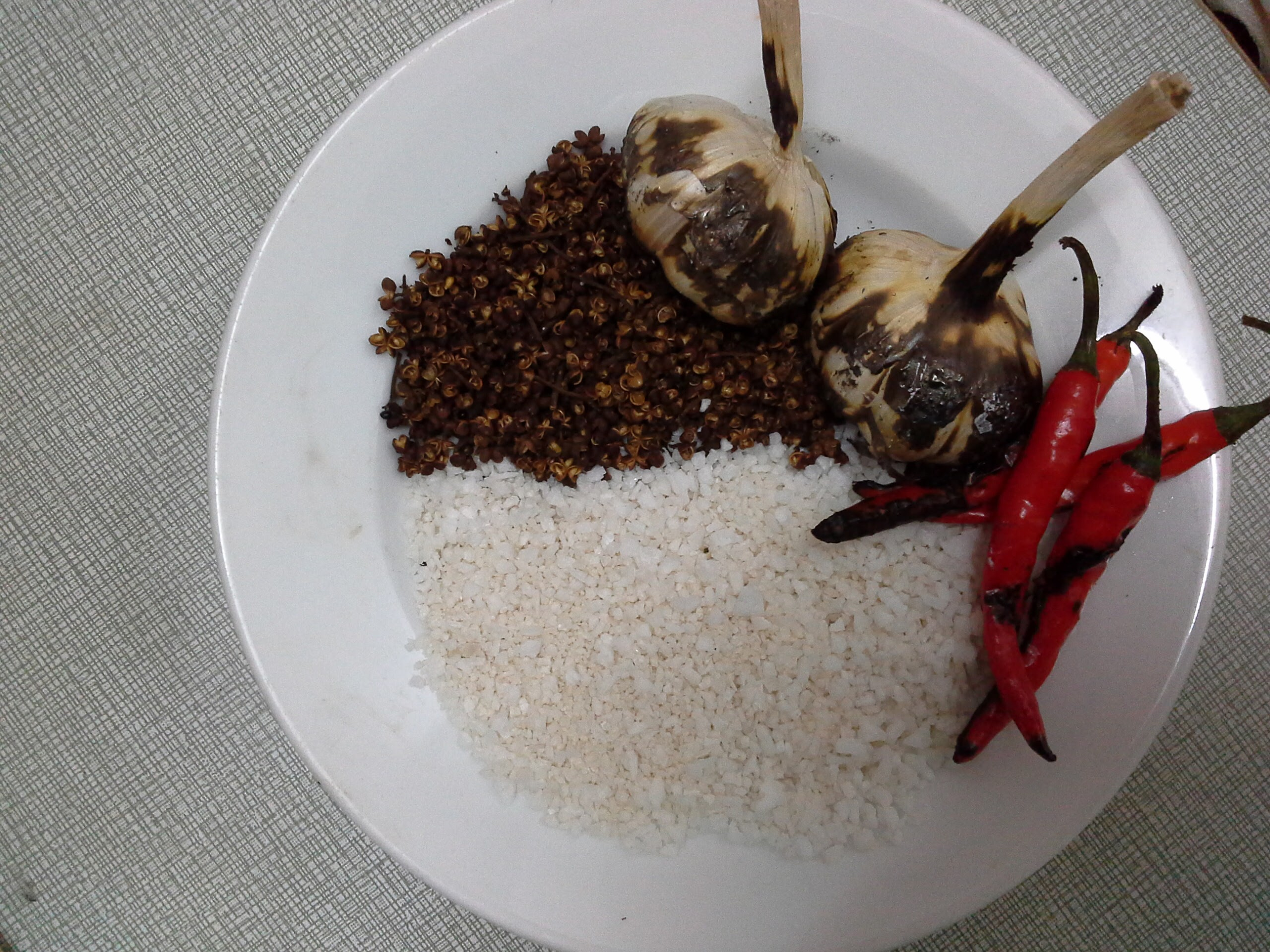
Nguyên liệu cơ bản của món chẩm chéo (muối và hạt mắc khén rang, tỏi khô và ớt tươi nướng)
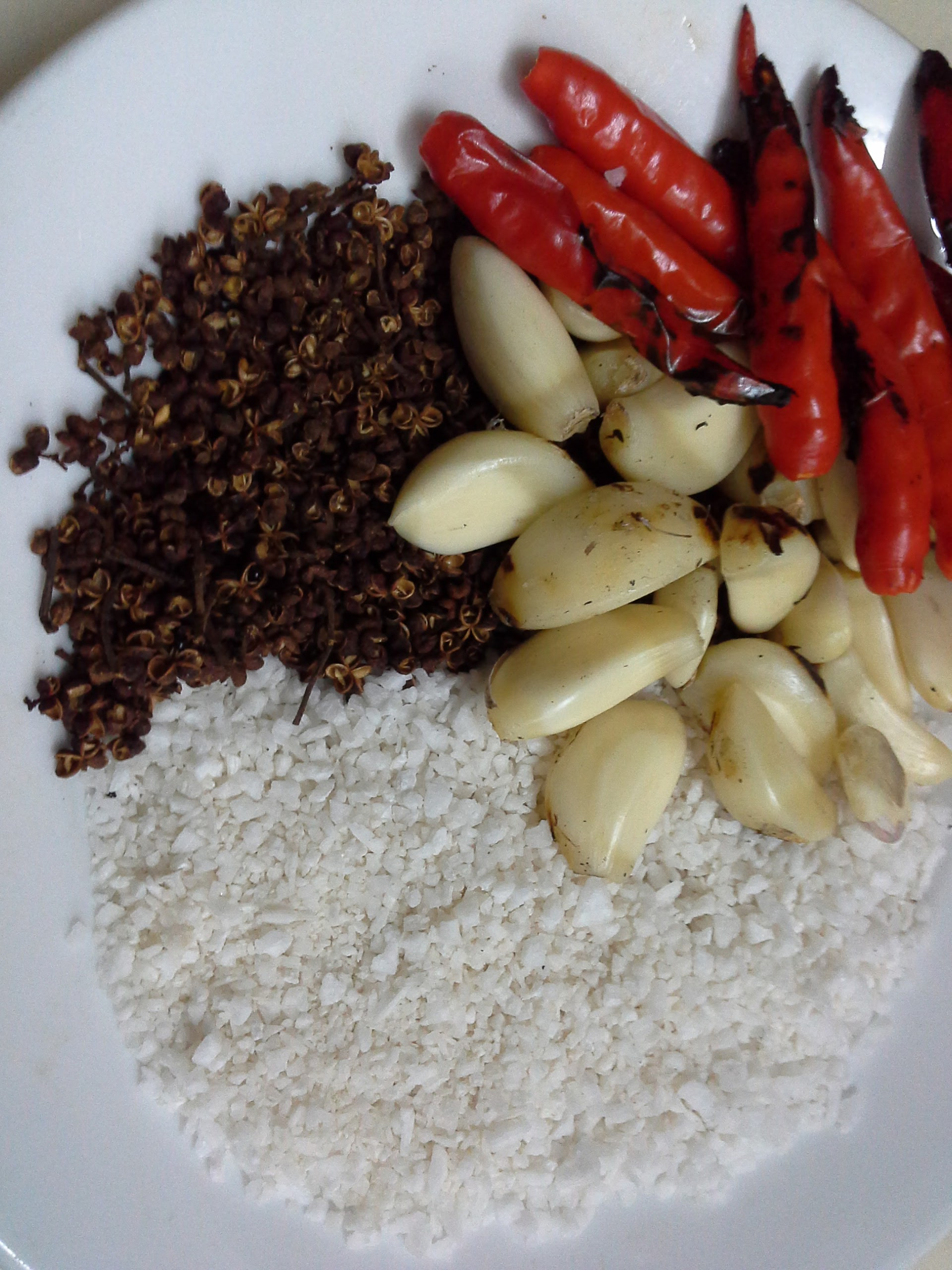
Nguyên liệu cơ bản của món chẩm chéo (với tỏi đã bóc vỏ, sơ chế)
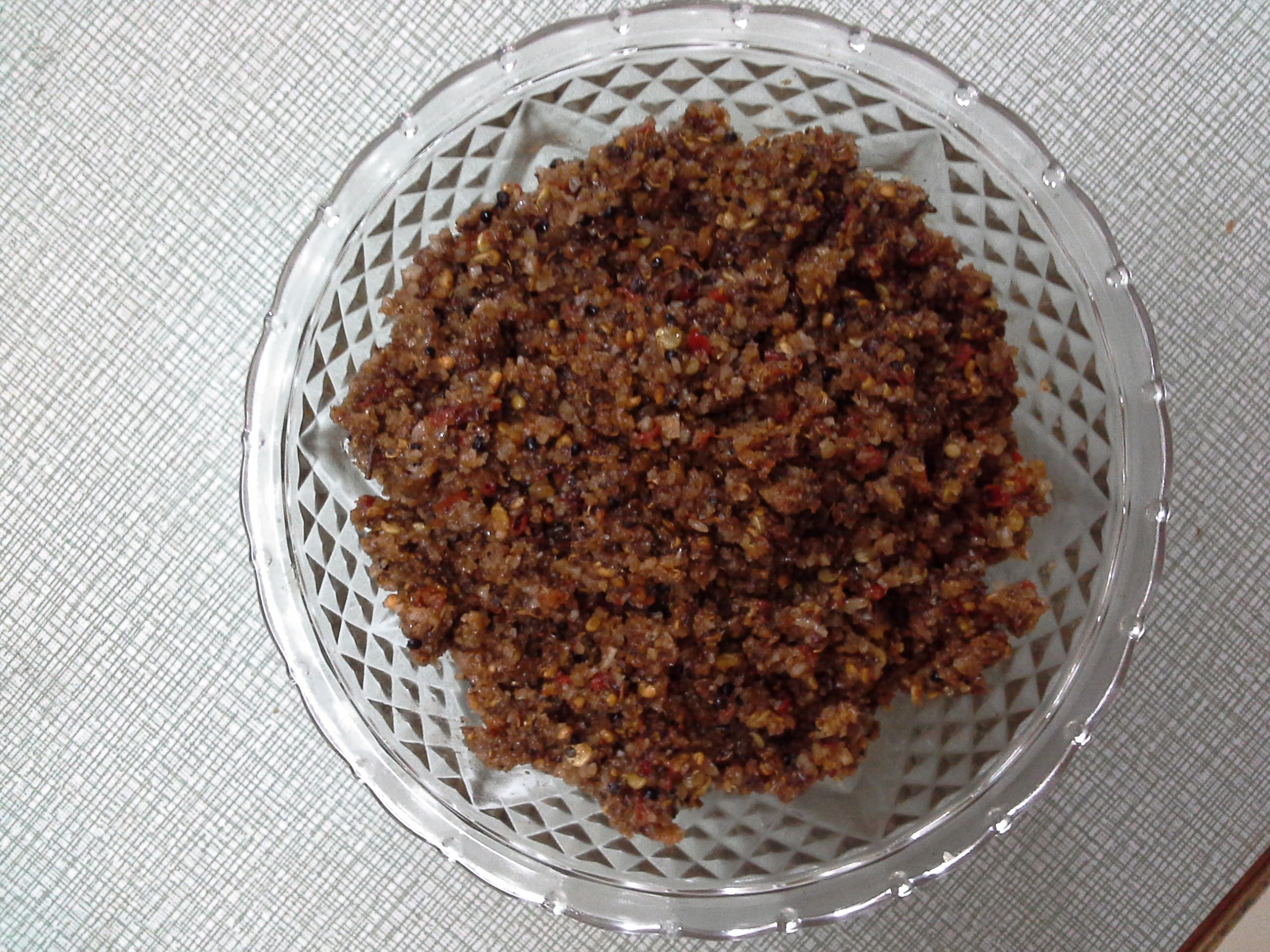
Một loại chẩm chéo ướt dẻo của người Isản (Nam Jim Jaew) với muối, mì chính, hạt mắc khén, tỏi, ớt giã mịn
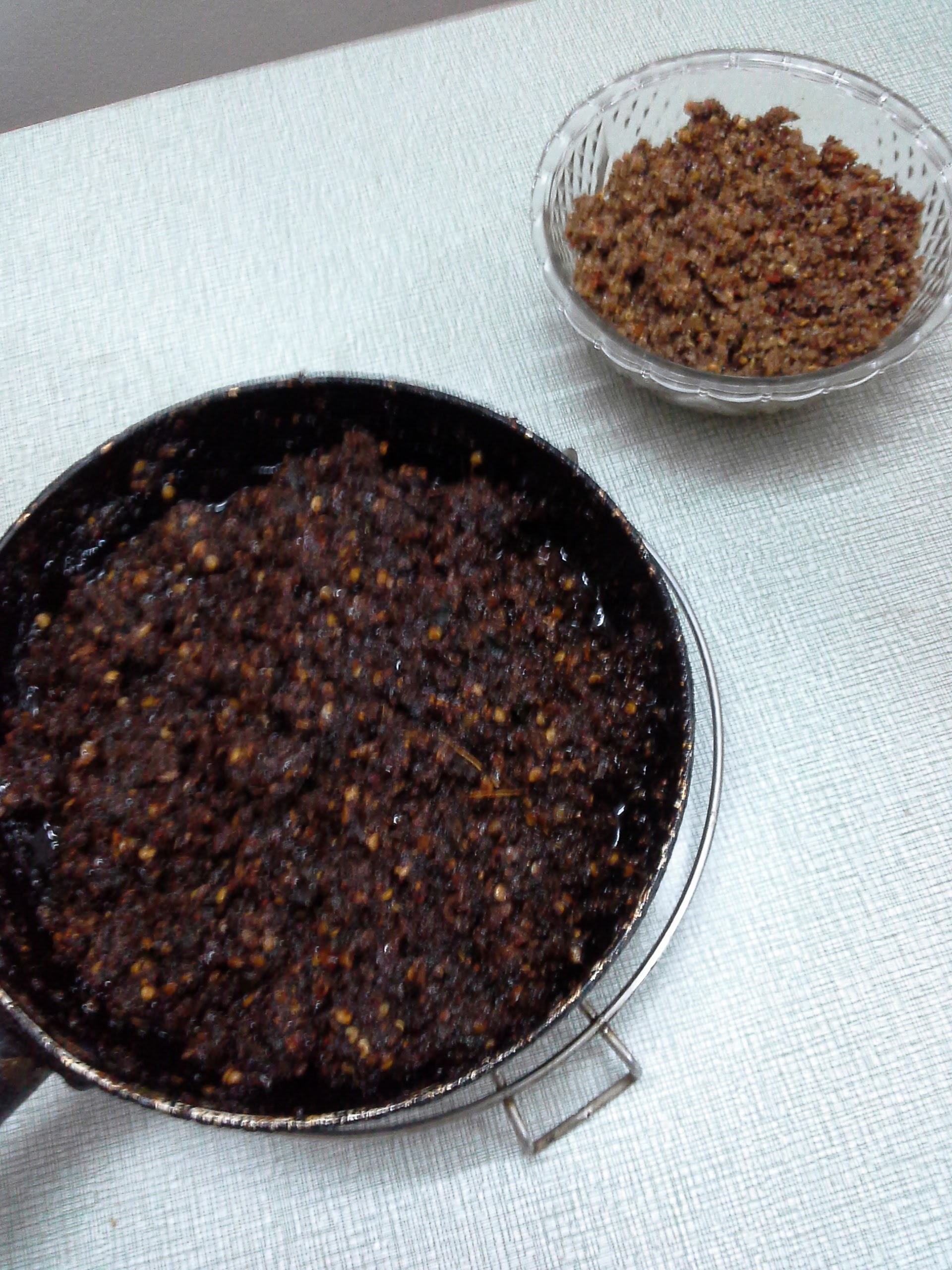
Chẩm chéo (gia vị của người Thái vùng Tây Bắc Việt Nam) bên nam phrik (gia vị kiểu Thái Lan gồm ớt khô, tôm khô, tỏi khô, hành khô, nước mắm và đường chưng trong dầu ăn)
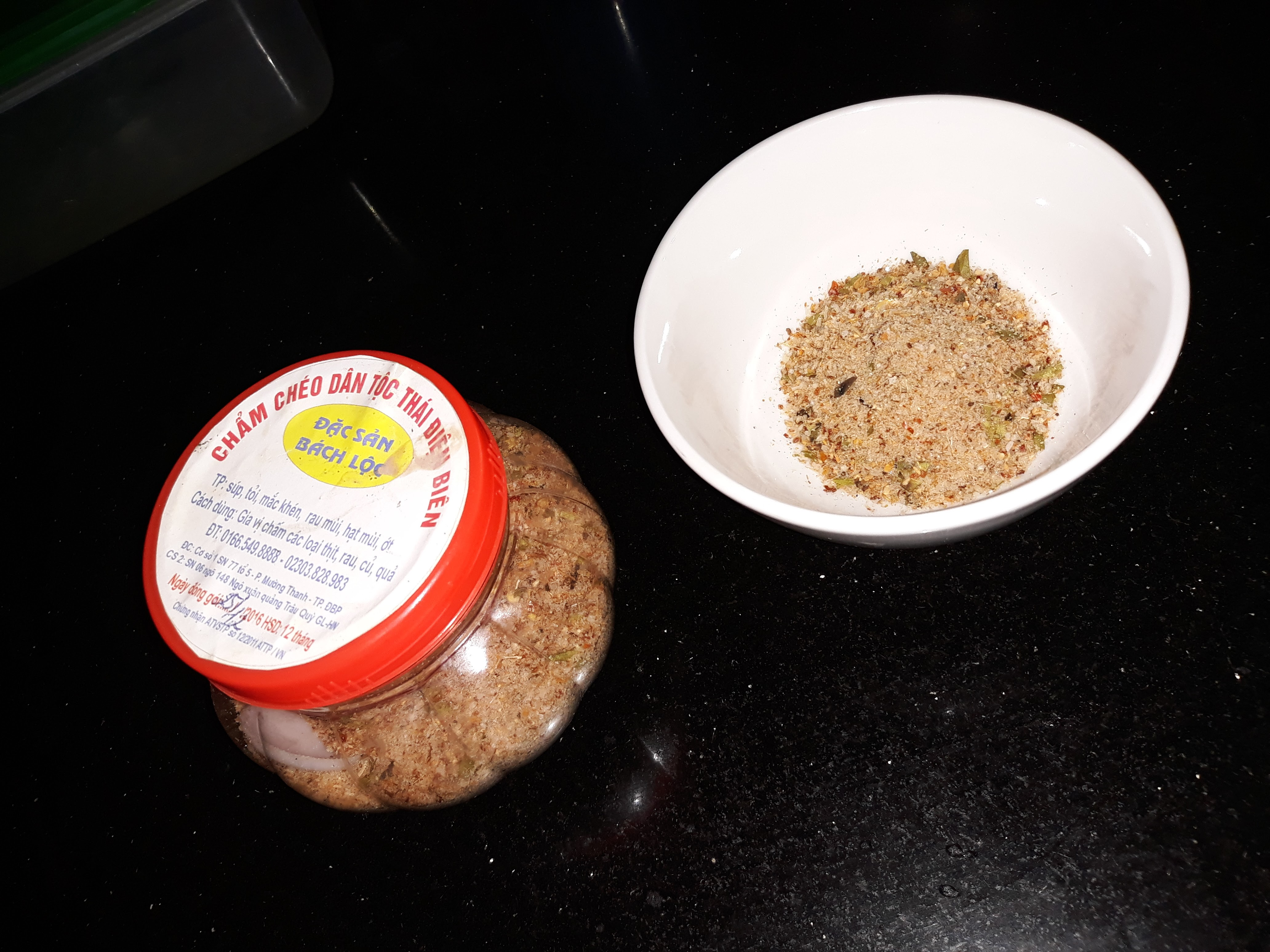
Chẩm chéo sấy khô đóng hộp dùng trong thương mại với mắc khén, rau mùi, hạt mùi, ớt.